# 希罗勒
希罗勒（法語：Chirols，法語發音：[ʃiʁɔl]）是法国阿尔代什省的一个市镇，属于拉让蒂耶尔区。

## 地理
希罗勒（44°41'9"N, 4°17'14"E）面积6.91 平方千米，位于法国奥弗涅-罗讷-阿尔卑斯大区阿尔代什省，该省份为法国东南部内陆省份，北起顺时针与卢瓦尔省、伊泽尔省、德龙省、沃克吕兹省、加尔省、洛泽尔省和上盧瓦爾省接壤。
与希罗勒接壤的市镇（或旧市镇、城区）包括：瑞维纳、梅拉斯、蓬德拉博姆、圣皮埃尔-德科隆比耶、瓦尔斯莱班。
希罗勒的时区为UTC+01:00、UTC+02:00（夏令时）。

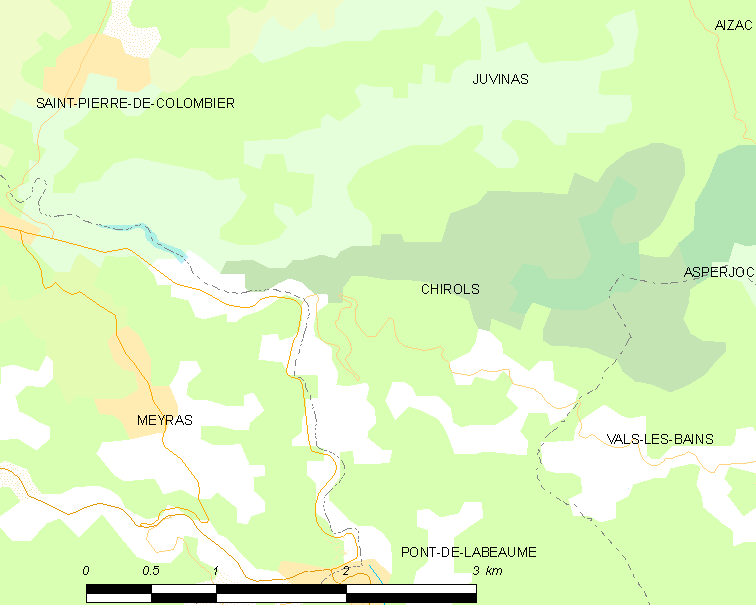
希罗勒的OSM定位图

## 行政
希罗勒的邮政编码为07380，INSEE市镇编码为07065。

## 政治
希罗勒所属的省级选区为上阿尔代什县。

## 人口

1962-2008年间希罗勒人口变化图示

希罗勒于2022年1月1日时的人口数量为270人。